# Андреа Ґардіні
Андреа Ґардіні (або Гардіні, італ. Andrea Gardini; нар. 1 жовтня 1965, Баньякавалло) — італійський волейбольний тренер, колишній волейболіст, який грав на позиції центрального блокувальника. Триразовий чемпіон світу, один із найтитулованіших гравців в історії. 2021 року став тренером польського клубу «Ястшембський Венґель», у 2023 році очолив белхатівський клуб «Скра». Нагороджений Орденом «За заслуги перед Італійською Республікою».

## Життєпис
Народився 1 жовтня 1965 року в Баньякавалло (регіон Емілія-Романья, провінція Равенна).
Грав за клуби «Селф» (Баньякавалло), «Касса Ріспарміо» (Cassa Risparmio, Равенна), «Ґольфарі» (Баньякавалло), «Бістефані» (Турин), «Камст» (Camst, Болонья), «Сіслей» (Тревізо, 1988—1990, 1993—1999), «Мессаджеро» (Равенна), «Форд пер іль Бамбіно Джезу Рома Воллей» (Ford per il Bambino Gesù Roma Volley, Рим), «Кераколл» (Kerakoll, Модена), «Копрасистель Вентальйо» (Coprasystel Ventaglio, П'яченца).
У 2007 році став помічником Андреа Анастазі — нового головного тренера чоловічої збірної Італії з волейболу. На цьому посту працював до 2011 року. У 2011—2013 роках знову був помічником Андреа Анастазі — головного тренера чоловічої збірної Польщі. Після цього очолював команди клубів «Індикполь АЗС» (Ольштин, 2014—2017), ЗАКСА (Кендзежин-Козьле, 2017—2019), «Ґас Салес» (П'яченца, 2019—2020). У 2021 році став наставником клубу «Ястшембський Венґель».
Після відставки Вітала Гейнена з поста наставника «кадри» польська федерація оголосила прийом заявок на вакантну посаду. На думку журналістів видання «Sport.pl» їх точно подали аргентинець Марсело Мендес, серб Нікола Ґрбич («Перуджа») та італійці Лоренцо Бернарді («П'яченца») й Андреа Ґардіні.

## Нагороди, відзнаки
- Орден «За заслуги перед Італійською Республікою»
- Член Міжнародної волейбольної зали слави (2007)[5]